# Deutsche Skeleton-Meisterschaft 2007
Die 41. Deutsche Skeleton-Meisterschaft 2007 wurde am 3. März 2007 auf der Kombinierten Kunsteisbahn am Königssee ausgetragen. Es gab jeweils eine Veranstaltung für Damen und für Herren. Beide wurden in zwei Läufen durchgeführt.

## Männer
| Platz | Sportler         | Verein            | Zeit    |
| ----- | ---------------- | ----------------- | ------- |
| 1     | Florian Grassl   | WSV Königssee     | 1:38,34 |
|       | Frank Kleber     | BSC München       | ±0,00   |
| 3     | Sebastian Haupt  | RSG Hochsauerland | +0,05   |
| 4     | Mirsad Halilovic | WSV Königssee     | +0,32   |
| 5     | Frank Rommel     | TSC Zella-Mehlis  | +0,40   |
| 6     | Alex Gaszner     | BSC Winterberg    | +0,94   |
| 7     | David Ludwig     | BSR Oberhof       | +1,06   |
| 8     | Sandro Stielicke | BSC Winterberg    | +1,27   |
| 9     | David Lingmann   | BSR Oberhof       | +1,49   |
| 10    | Christian Sieger | WSV Königssee     | +1,55   |

Am Start waren insgesamt 21 von 22 gemeldeten Teilnehmern. Erwartungsgemäß fuhren alle fünf teilnehmenden Mitglieder des Nationalkaders – Matthias Biedermann war nicht am Start – auf die ersten fünf Plätze. Zum ersten Mal in der Geschichte der Deutschen Skeleton-Meisterschaften gab es am Ende zwei Sieger. Florian Grassl gewann den Titel nach 2004 zum zweiten Mal, Frank Kleber wurde erstmals Deutscher Meister.

## Frauen
| Platz | Sportler         | Verein            | Zeit    |
| ----- | ---------------- | ----------------- | ------- |
| 1     | Anja Huber       | RC Berchtesgaden  | 1:41,05 |
| 2     | Kerstin Jürgens  | RSG Hochsauerland | +0,26   |
| 3     | Julia Eichhorn   | BSR Oberhof       | +0,51   |
| 4     | Kathleen Lorenz  | BSR Oberhof       | +1,27   |
| 5     | Marion Trott     | BSR Oberhof       | +1,33   |
| 6     | Sarah Sartor     | SSV Altenberg     | +1,78   |
| 7     | Katharina Heinz  | RSG Hochsauerland | +1,86   |
| 8     | Sylvia Liebscher | SSV Altenberg     | +2,01   |
| 9     | Katharina Hamann | BSR Oberhof       | +2,12   |
| 10    | Kati Klinzing    | BSR Oberhof       | +2,23   |

Am Start waren insgesamt 18 von 19 gemeldeten Teilnehmerinnen, Nationalmannschaftsmitglied Monique Riekewald, Meisterin von 2001, trat nicht an. Anja Huber wurde nach ihrem zweiten Platz aus dem Vorjahr hinter der diesjährigen Vizemeisterin Kerstin Jürgens erstmals deutsche Meisterin. Damit bestätigte sie ihren wenige Wochen zuvor überraschend errungenen Europameistertitel. Wie erwartet platzierten sich die drei angetretenen Weltcupstarter vor den Startern aus dem Europacup.